# Hjalmars kalas
Hjalmars kalasrevy är en revy av Peter Flack som framfördes på Parkteatern i Örebro 1988-1989.
Här fick publiken möta 50-årsjubilaren Hjalmar Berglund (Peter Flack) som tog emot gratulanter och bjöd på en hejdundrande kalasrevy.
I rollerna fanns förutom Peter Flack även Meta Roos, Sven Erik Vikström, Marie Kühler, Björn Sundberg och Curt Skanebo m.fl.
Föreställningen blev en stor framgång och spelades 91 gånger inför 58 000 personer.
1989 sändes delar av revyn i SVT.